# Byåsen Trondheim
Byåsen Håndball Elite, a także Byåsen Trondheim, żeński klub piłki ręcznej z Norwegii, powstały w 1940 roku w Trondheim (dzielnica Heimdal) w okręgu Trøndelag oraz jedna z sekcji wielosekcyjnego klubu Byåsen IL. Klub występuje w rozgrywkach Eliteserien, czyli w najwyższej klasie rozgrywkowej w norweskim handballu kobiecym.

## Sukcesy
- Eliteserien:
  - mistrzostwo Norwegii (5): 1987, 1988, 1990, 1996 i 1998.
  - wicemistrzostwo Norwegii (5): 1991, 2005, 2006, 2007 i 2011.
- Puchar Norwegii:
  - zwycięstwo (3): 1988, 1989 i 1991.
- Puchar Zdobywców Pucharów (EHF Cup Winners' Cup):
  - finał (1): 2007.